# Llista de topònims dels Pallaresos
Llista de topònims (noms propis de lloc) del municipi dels Pallaresos, al Tarragonès
Informació actualitzada per un bot. Els canvis manuals es perdran quan s'actualitzi!

## casa
| imatge | Nom                        | Ubicat a       | instància de               | Detalls                                          | coordenades                                          | Protecció                                  | Commons (més fotos)                       | Dades a WD                    |
| ------ | -------------------------- | -------------- | -------------------------- | ------------------------------------------------ | ---------------------------------------------------- | ------------------------------------------ | ----------------------------------------- | ----------------------------- |
|        | Casa Solé (els Pallaresos) | els Pallaresos | casa                       | Estil: arquitectura neoclàssica                  | 41° 10′ 31″ N, 1° 16′ 10″ E / 41.175297°N,1.269489°E | bé cultural d'interès local                | Casa Solé (els Pallaresos)                | Modifica les dades a Wikidata |
|        | Casa d'Andreu Fortuny      | els Pallaresos | casa habitatge unifamiliar | Estil: modernisme català arquitectura modernista | 41° 10′ 30″ N, 1° 16′ 10″ E / 41.175134°N,1.269479°E | bé cultural d'interès local                | Casa d'Andreu Fortuny                     | Modifica les dades a Wikidata |
|        | Casa de l'Emília Fortuny   | els Pallaresos | casa                       | Estil: arquitectura popular                      | 41° 10′ 30″ N, 1° 16′ 10″ E / 41.175089°N,1.269543°E | bé integrant del patrimoni cultural català | Casa de l'Emília Fortuny (els Pallaresos) | Modifica les dades a Wikidata |

## castell
| imatge | Nom                   | Ubicat a       | instància de | Detalls | coordenades                                                                                                | Protecció                                            | Commons (més fotos) | Dades a WD                    |
| ------ | --------------------- | -------------- | ------------ | ------- | --- | ---------------------------------------------------- | ------------------- | ----------------------------- |
|        | Castell de Penallonga | els Pallaresos | castell      |         | 41° 10′ 49″ N, 1° 15′ 28″ E / 41.1802°N,1.25791°E ca:Carretera de Perafort als Pallaresos, km 1,9 141 msnm | bé d'interès cultural bé cultural d'interès nacional | Castell de Perafort | Modifica les dades a Wikidata |
|        | el Castellot          | els Pallaresos | castell      |         | 41° 10′ 27″ N, 1° 15′ 17″ E / 41.1740448381519°N,1.25480338537233°E                                        |                                                      |                     | Modifica les dades a Wikidata |

## entitat singular de població
| imatge | Nom                | Ubicat a       | instància de                                   | Detalls  | coordenades                                                                  | Protecció | Commons (més fotos) | Dades a WD                    |
| ------ | ------------------ | -------------- | ---------------------------------------------- | -------- | ---------------------------------------------------------------------------- | --------- | ------------------- | ----------------------------- |
|        | Pallaresos Park    | els Pallaresos | entitat singular de població                   | 407 hab  | 41° 10′ 35″ N, 1° 15′ 34″ E / 41.1763974892056°N,1.25948750671256°E 136 msnm |           |                     | Modifica les dades a Wikidata |
|        | els Hostalets      | els Pallaresos | entitat singular de població                   | 1499 hab | 41° 09′ 42″ N, 1° 15′ 54″ E / 41.161682°N,1.265027°E 150 msnm                |           |                     | Modifica les dades a Wikidata |
|        | els Jardins Imperi | els Pallaresos | entitat singular de població                   | 1725 hab | 41° 09′ 51″ N, 1° 15′ 48″ E / 41.16408709°N,1.26323856°E 144 msnm            |           |                     | Modifica les dades a Wikidata |
|        | els Pallaresos     | els Pallaresos | entitat singular de població capital municipal | 1387 hab | 41° 10′ 30″ N, 1° 16′ 15″ E / 41.17491°N,1.2709°E 118 msnm                   |           |                     | Modifica les dades a Wikidata |

## església
| imatge | Nom                           | Ubicat a       | instància de     | Detalls                                | coordenades                                                                | Protecció                   | Commons (més fotos)                     | Dades a WD                    |
| ------ | ----------------------------- | -------------- | ---------------- | -------------------------------------- | -------------------------------------------------------------------------- | --------------------------- | --------------------------------------- | ----------------------------- |
|        | Sant Salvador dels Pallaresos | els Pallaresos | església         |                                        | 41° 10′ 30″ N, 1° 16′ 09″ E / 41.175°N,1.26905°E                           | bé cultural d'interès local | Sant Salvador dels Pallaresos           | Modifica les dades a Wikidata |
|        | capella del Sant Crist        | els Pallaresos | església capella | Estil: historicisme arquitectònic 1902 | 41° 10′ 45″ N, 1° 15′ 52″ E / 41.179262°N,1.264367°E ca:Cementiri 129 msnm | bé cultural d'interès local | Capella del Sant Crist (els Pallaresos) | Modifica les dades a Wikidata |

## masia
| imatge | Nom                | Ubicat a       | instància de | Detalls                                                                    | coordenades                                                              | Protecció                                                  | Commons (més fotos)                 | Dades a WD                    |
| ------ | ------------------ | -------------- | ------------ | -------------------------------------------------------------------------- | ------------------------------------------------------------------------ | ---------------------------------------------------------- | ----------------------------------- | ----------------------------- |
|        | Casa Bofarull      | els Pallaresos | masia        | Arquitecte: Josep Maria Jujol i Gibert Estil: arquitectura modernista 1933 | 41° 10′ 30″ N, 1° 16′ 08″ E / 41.175058°N,1.268996°E ca:Carrer Major, 11 | bé cultural d'interès local bé cultural d'interès nacional | Casa Bofarull                       | Modifica les dades a Wikidata |
|        | Casa dels masovers | els Pallaresos | masia        | Arquitecte: Josep Maria Jujol i Gibert Estil: arquitectura modernista      | 41° 10′ 31″ N, 1° 16′ 08″ E / 41.175352°N,1.268996°E ca:Carrer Major, 9  | bé integrant del patrimoni cultural català                 | Casa dels Masovers (els Pallaresos) | Modifica les dades a Wikidata |
|        | Mas de Garrut      | els Pallaresos | masia        |                                                                            | 41° 10′ 05″ N, 1° 14′ 16″ E / 41.168117786067°N,1.23764098744393°E       |                                                            |                                     | Modifica les dades a Wikidata |

## Misc
| imatge | Nom                               | Ubicat a                                      | instància de      | Detalls                                                                    | coordenades                                                                                               | Protecció                   | Commons (més fotos)                | Dades a WD                    |
| ------ | --------------------------------- | --------------------------------------------- | ----------------- | -------------------------------------------------------------------------- | --- | --------------------------- | ---------------------------------- | ----------------------------- |
|        | Escoles públiques                 | els Pallaresos                                | edifici           | Arquitecte: Josep Maria Jujol i Gibert Estil: arquitectura modernista 1920 | 41° 10′ 32″ N, 1° 16′ 20″ E / 41.175555555556°N,1.2722222222222°E ca:Carrer Alt, 23                       | bé cultural d'interès local | Escoles públiques (els Pallaresos) | Modifica les dades a Wikidata |
|        | Francolí                          | Conca de Barberà Alt Camp Tarragonès          | curs d'aigua      | Desemboca: mar Mediterrània Llarg: 60km Conca: 838km²                      | 41° 23′ 56″ N, 1° 03′ 08″ E / 41.398944°N,1.052333°E 41° 06′ 24″ N, 1° 13′ 39″ E / 41.106639°N,1.227446°E |                             | Francolí River                     | Modifica les dades a Wikidata |
|        | Jardins Imperi                    | els Pallaresos                                | nucli de població |                                                                            | 41° 10′ 15″ N, 1° 16′ 20″ E / 41.170863888889°N,1.2722694444444°E                                         |                             |                                    | Modifica les dades a Wikidata |
|        | Pont de Tupino                    | els Pallaresos                                | pont              |                                                                            | 41° 10′ 05″ N, 1° 14′ 22″ E / 41.1681822344763°N,1.23949877696701°E                                       |                             |                                    | Modifica les dades a Wikidata |
|        | TP-2235                           | Tarragonès els Pallaresos Constantí Tarragona | carretera         |                                                                            | 41° 10′ 06″ N, 1° 14′ 58″ E / 41.16829167°N,1.24951389°E                                                  |                             |                                    | Modifica les dades a Wikidata |
|        | casa consistorial dels Pallaresos | els Pallaresos                                | casa consistorial |                                                                            | 41° 10′ 26″ N, 1° 16′ 21″ E / 41.1739339°N,1.2725836°E                                                    |                             |                                    | Modifica les dades a Wikidata |
|        | el Castellot                      | els Pallaresos                                | muntanya          |                                                                            | 41° 10′ 20″ N, 1° 15′ 17″ E / 41.1723°N,1.25485°E 138.8 msnm                                              |                             |                                    | Modifica les dades a Wikidata |
|        | era del Soler                     | els Pallaresos                                | cabana            |                                                                            | 41° 10′ 30″ N, 1° 15′ 59″ E / 41.1749664078039°N,1.26631867021881°E                                       |                             |                                    | Modifica les dades a Wikidata |